# Comunità alloggio per anziani
La comunità alloggio per anziani è una struttura socio-assistenziale residenziale ed offre assistenza tutelare, prestazioni alberghiere, facilita la fruizione di attività ricreativo-culturali esterne alla struttura e garantisce assistenza nelle attività quotidiane e di notte in caso di emergenza.  
Sono quindi strutture di tipo residenziale che si differenziano dalle Case di riposo, solo per il numero degli ospiti limitato a un minimo di sette fino ad un massimo di dodici ospiti a bassa intensità assistenziale. 
Le comunità alloggio per anziani tendono ad avere le caratteristiche di un normale appartamento e cercano di ricreare, aiutati dagli oggetti ambientali dell'ospite l'affinità della casa d'origine soprattutto nella propria camera. 
Sono dotate di una sala da pranzo o soggiorno abbastanza ampio per accogliere tra sette e dodici ospiti, di superficie di almeno 22m², di camere da letto preferibilmente con non più di due letti e di servizi comuni attrezzati in base al numero degli ospiti, quindi con due bagni fino a dieci posti letto, poiché per le strutture fino a dieci posti letto sono sufficienti le caratteristiche delle civili abitazioni. 
Ma se viene superato il limite dei dieci posti letto diviene obbligatorio disporre di camere da letto con non più di due letti di superficie 12 m² per quelle a un posto letto e di 18 m² per quelle a due letti; di disporre di un bagno ogni quattro posti letto, ovvero tre bagni di cui almeno uno ben attrezzato per i disabili.
È sempre richiesto il servoscala a poltrona o pedana, se la struttura si sviluppa su più piani. Inoltre è previsto anche un bagno a uso esclusivo del personale. È richiesta la presenza di uno spogliatoio con armadietti. 
È sempre necessaria l'autorizzazione sanitaria preventiva ovvero prima di avviare l'attività.